# Carolina Cerezuela
Carolina Cerezuela Gil (Elche, Alicante, 14 de enero de 1980) es una actriz, presentadora de televisión y cantante española.

## Biografía
En 2001 ganó el premio de belleza Linda de España. Estudió Relaciones Laborales en la Universidad Miguel Hernández de Elche (Alicante). Su carrera interpretativa comenzó en el teatro a los 15 años en el grupo de Teatro Quemarropa Teatro de su instituto el IES La Torreta y a pesar de no haber estudiado nunca arte dramático (en una academia oficial), a los 20 años empezó a trabajar en televisión.
De todas sus actuaciones, destaca su interpretación del personaje de Mónica Salazar en la serie Camera Café, papel con el que se dio a conocer entre el gran público.
En 2007 se incorporó a la decimocuarta temporada de la serie médica Hospital Central, donde dio vida a Vero. La actriz abandonó la serie en la temporada número 17.
Ha realizado distintos trabajos en el mundo de la moda, tanto como modelo de pasarela para diseñadores como Paco Teruel, como de modelo fotográfica para catálogos o anuncios publicitarios. En junio de 2006 y noviembre de 2007 fue portada de la edición española de FHM. Sus aficiones favoritas son el deporte (especialmente la hípica y la natación) y la música.
En junio de 2015, se anunció que estaba grabando su primer disco en solitario, donde mezcla el pop con el rock. En marzo de 2016 lanzó su primer disco musical junto al cantautor Jaime Anglada.

## Vida privada
Su pareja es el extenista Carlos Moyá con el que inició una relación a mediados de 2007 y con quien tiene tres hijos, Carla, Carlos y Daniela. Los dos primeros nacieron en la clínica Palmaplanas de Palma de Mallorca el 18 de agosto de 2010 mediante cesárea a las 9:20 horas pesando 2860 gramos y el 12 de diciembre de 2012, a las 19:34 horas mediante cesárea programada, pesando 3400 gramos, respectivamente. Su tercera hija, Daniela, nació en la Clínica Ruber Internacional de Madrid el 9 de abril de 2014 a las 14:40 horas.
Carolina y Carlos se casaron el 7 de julio de 2011 en el Ayuntamiento de Llucmajor (Mallorca).

## Teatro

### Quemarropa Teatro
- Cuatro corazones con freno y marcha atrás (1996) de Jardiel Poncela.
- Hombres (1997) de Sergi Belbel.
- Te odio, amor mío (1998) basada en textos de Dorothy Parker.
- Criaturas (1999)
- El enfermo imaginario (2000) de Molière.

### Otros
- 2 noches (2013)

## Televisión

### Series
| Años      | Título                       | Personaje            | Cadena    | Notas         |
| --------- | ---------------------------- | -------------------- | --------- | ------------- |
| 2002      | El secreto                   | Charlie              | La 1      | 2 episodios   |
| 2002      | La verdad de Laura           | Eva                  | La 1      | 129 episodios |
| 2003      | Arrayán                      | Julia                | Canal Sur | 2 episodios   |
| 2003      | Paraíso                      | Susi                 | La 1      | 11 episodios  |
| 2004      | Aquí no hay quien viva       | Vanesa               | Antena 3  | 1 episodio    |
| 2004      | Paco y Veva                  | Mánager              | La 1      | 1 episodio    |
| 2004      | Mis adorables vecinos        |                      | Antena 3  | 1 episodio    |
| 2005      | El pasado es mañana          | Eva                  | Telecinco | 1 episodio    |
| 2005      | El comisario                 | Leticia              | Telecinco | 1 episodio    |
| 2005-2009 | Camera Café                  | Mónica Salazar       | Telecinco | 503 episodios |
| 2006      | Los Serrano                  | Candy                | Telecinco | 1 episodio    |
| 2006      | Amistades peligrosas         | Helena García        | Cuatro    | 29 episodios  |
| 2006-2007 | Manolo y Benito Corporeision | Lola                 | Antena 3  | 12 episodios  |
| 2007-2009 | Hospital Central             | Verónica "Vero" Solé | Telecinco | 46 episodios  |
| 2009      | ¡Fibrilando!                 | Mónica Salazar       | Telecinco | 6 episodios   |
| 2016      | El hombre de tu vida         | Alejandra            | La 1      | 1 episodio    |

### Programas
| Años      | Título                   | Función      | Notas                                   |
| --------- | ------------------------ | ------------ | --------------------------------------- |
| 2001      | El Gran Prix del verano  | Madrina      | Madrina de Villacantid (Cantabria).     |
| 2006-2007 | Esto es increíble        | Presentadora |                                         |
| 2007      | Especial Nochevieja      | Presentadora | Junto a Emilio Pineda y Carmen Alcayde. |
| 2008      | Xq No Te Callas          | Presentadora | Junto a Eugeni Alemany.                 |
| 2011-2013 | Tu cara me suena         | Jurado       |                                         |
| 2011      | El hormiguero            | Invitada     | Junto a Carlos Moyá.                    |
| 2011-2012 | Campanadas de fin de año | Presentadora | Junto a Carlos Sobera.                  |
| 2013      | Así nos va               | Invitada     | Junto a Carlos Moyá.                    |
| 2013      | Menuda noche             | Invitada     |                                         |
| 2015      | Insuperables             | Presentadora |                                         |
| 2016      | ¡Feliz 2016!             | Presentadora | Junto a Pepe Viyuela y Eva González.    |
| 2016      | Mi casa es la tuya       | Invitada     | Junto a Carlos Moyá.                    |
| 2017      | Trabajo temporal         | Invitada     |                                         |
| 2019-2020 | A partir de hoy          | Colaboradora |                                         |
| 2021      | Como sapiens             | Colaboradora |                                         |
| 2022      | Corazón                  | Colaboradora |                                         |
| 2022      | Déjate querer            | Invitada     |                                         |
| 2022      | Esta noche gano yo       | Presentadora | Junto a Christian Gálvez.               |
| 2022      | La gran confusión        | Invitada     |                                         |
| 2022      | Aquí la Tierra           | Colaboradora |                                         |
| 2023      | Ahora o nunca            | Colaboradora |                                         |

## Cine
| Años | Título                   | Personaje      |
| ---- | ------------------------ | -------------- |
| 2022 | Camera Café: la película | Mónica Salazar |

## Doblaje
- Monstruos contra alienígenas (2009), como Susan Murphy / Genórmica (Reese Witherspoon).

## Música
Junto a Jaime Anglada formó el dúo Anglada Cerezuela. Estrenaron su primer sencillo "Manzana de caramelo" el 18 de febrero de 2016 bajo el sello musical Sony Music.